# Łucja Małgorzata
Łucja Małgorzata (fr. Lucie-Marguerite) – francuski statek żaglowy z 2. poł. XIX w. Początkowo, jako typowy lugier, służył do połowów rybackich. W 1882 został zakupiony przez polskiego podróżnika Stefana Szolc-Rogozińskiego. Statek przystosowano w Hawrze do podróży dalekomorskich i na jego pokładzie ekspedycja Szolc-Rogozińskiego odbyła, w okresie grudzień 1882 – kwiecień 1883, podróż z Hawru do południowo-zachodnich brzegów Kamerunu.
Na początku maja 1883 statek sprzedano Niemcom, którzy pojawili się w tym rejonie. Jednak już w nocy 19/20 maja statek został zatopiony przez sztorm w Zatoce Ambas, pomiędzy wyspą Bioko a brzegami Afryki.

## Trasa wyprawy do Kamerunu
1882:
- 13 grudnia: Hawr (Francja)
- 16 grudnia: Falmouth (Wielka Brytania)

1883:
- 18 stycznia: Funchal (Portugalia)
- marzec: Wyspy Kanaryjskie (Hiszpania), Wyspy Zielonego Przylądka (wówczas Portugalia) oraz Monrovia (Liberia)
- 1 kwietnia: Assini (ob. Wybrzeże Kości Słoniowej, wówczas luźna zwierzchność francuska)
- kwiecień: Elmina (Królestwo Aszanti, ob. Ghana) oraz Santa Isabel (na wyspie Bioko w Gwinei Równikowej, wówczas posiadłości hiszpańskiej)
- 21 kwietnia: Mondoleh (Kamerun, wówczas bez przynależności państwowej)